# Comuna de Złotoryja
Złotoryja (polaco: Gmina Złotoryja) é uma gminy (comuna) na Polónia, na voivodia de Baixa Silésia e no condado de Złotoryjski. A sede do condado é a cidade de Złotoryja.
De acordo com os censos de 2004, a comuna tem 7037 habitantes, com uma densidade 48,5 hab/km².

## Área
Estende-se por uma área de 145,07 km², incluindo:
- área agricola: 77%
- área florestal: 14%

## Demografia
Dados de 30 de Junho 2004:
|                      | Total   | Total | Mulheres | Mulheres | Homens  | Homens |
| -------------------- | ------- | ----- | -------- | -------- | ------- | ------ |
|                      | pessoas | %     | pessoas  | %        | pessoas | %      |
| População            | 7037    | 100   | 3555     | 50,5     | 3482    | 49,5   |
| Densidade (pop./km²) | 48,5    | 100   | 24,5     | 24,5     | 24      | 24     |

De acordo com dados de 2002, o rendimento médio per capita ascendia a 1595,92 zł.

## Subdivisões
- Brennik, Ernestynów, Gierałtowiec, Jerzmanice-Zdrój, Kopacz, Kozów, Leszczyna, Lubiatów, Łaźniki, Nowa Wieś Złotoryjska, Podolany, Prusice, Pyskowice, Rokitnica, Rzymówka, Sępów, Wilków, Wilków Osiedle, Wyskok, Wysocko.